# Zawidów
Zawidów (česky Závidov, německy Seidenberg, hornolužickosrbsky Zawidow) je město na jihu Polska v Dolnoslezském vojvodství v okrese Zgorzelec, ležící na hranicích s Českou republikou v polském Slezsku. Na českém území ve Frýdlantském výběžku na Zawidów bezprostředně navazuje zástavba obce Habartice. V roce 2023 zde žilo 3 807 obyvatel.

## Administrativní členění
Město sestává ze sedmi místních částí: Ksawerów, Miedziana, Ostróżno, Skrzydlice, Stary Zawidów, Wielichów, Wilka, Wrociszów Dolny a Wrociszów Górny.

## Historie

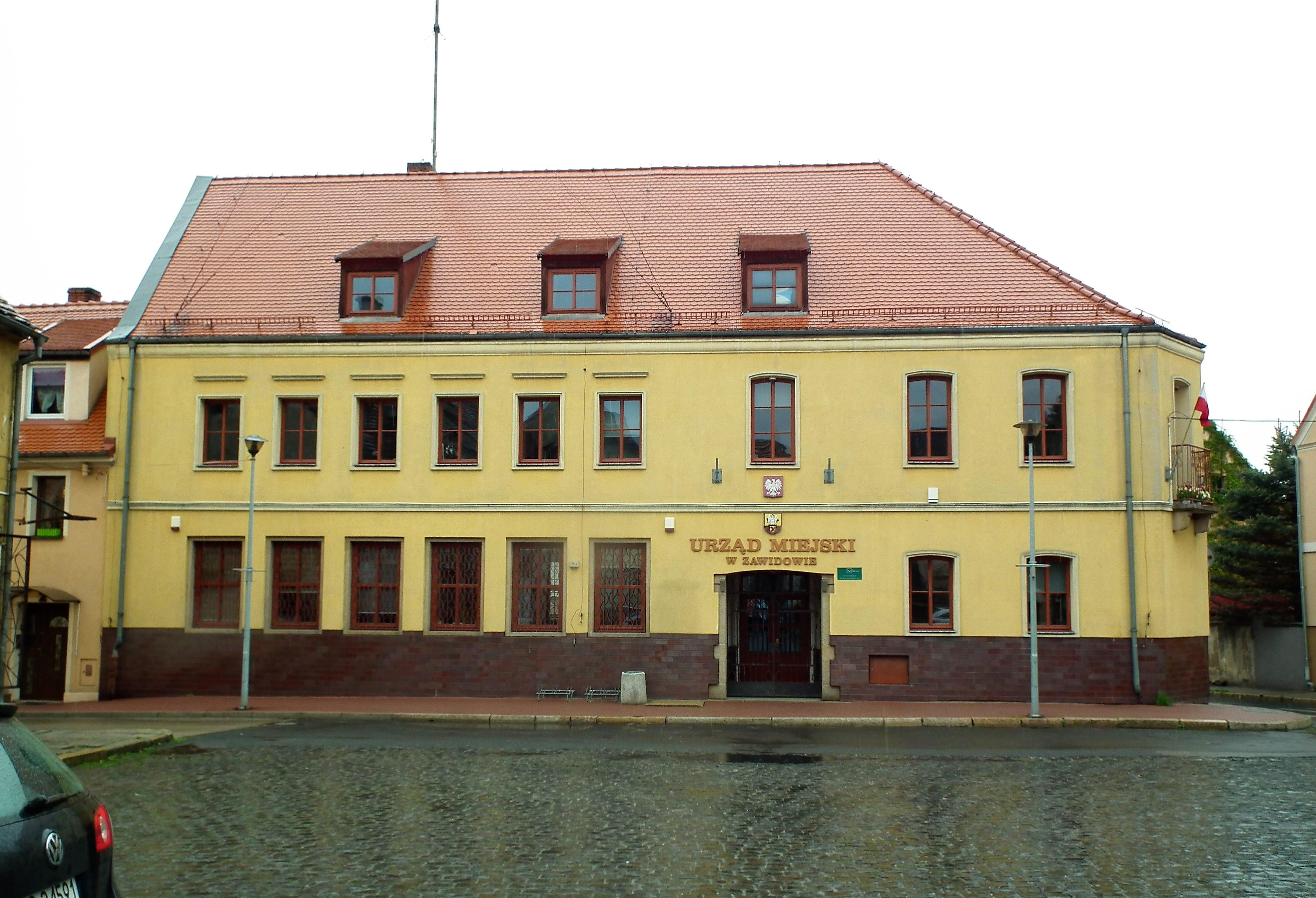
Radnice

První písemná zmínka o obci je z roku 1186,, tehdy obec i s hradem náležela biskupům míšeňským. Opevněné sídlo stálo jihovýchodně od současného města, původem slovanské hradiště a po něm již kamenný románský hrad se podle vrchu nazývaly latinsky Mons Syden, německy Sydenberg a odtud odvozeno Seidenberg. 
Byl zde významný soukenický a tkalcovský průmysl., zpracovávala se zde jen vlněná sukna a lněná plátna, přestože německý název obce v překladu zní Hedvábný vrch. Od textilních manufaktur se odvíjela prosperita celého kraje.
V průběhu let patřila obec střídavě k Polsku, následně k Horní Lužici, od 14. století patřila Čechám (patřil například i Frýdlantskému vévodství) a od roku 1638 Sasku. Městská práva obdržel Zawidów částečně v roce 1250 a úplně pak v roce 1396. Hned v roce následujícím (1397) zde byla otevřena první škola. V letech 1427, 1433, 1469, 1769 a 1834 však město zachvátil požár.

### Exulanti
Od roku 1623, kdy byly nejen příhraniční oblasti Čech jezuity násilně rekatolizovány, usazovali se uprchlí evangelíci zde – v Seidenbergu. Jen během roku 1652 sem uteklo převážně z frýdlantského panství 120 rodin (508 osob). Exulanti zprvu bydleli ve starém městě, později si postavili nové ulice Ebersdorfer Gasse (Habartice) a Neugasse. „Reformační zvon“ seidenberského evangelického kostela byl opraven a od listopadu 2004 se nachází v evangelickém kostele v Herrenbergu, Bádensko-Württembersko.

## Popis
Město má historický ráz, ale chráněnými památkami jsou jen tři stavby, a z nich dominuje novogotický kostel vybudovaný vedle věže původního kostela ze 14. století. Zawidów býval koncovou stanicí železniční trati vedoucí sem z Liberce přes Frýdlant. Polské město odděluje od českých Habartic silniční hraniční přechod, na kterém končí severočeská silnice I/13, která vede do Zawidówa z Karlových Varů přes tři kraje – Karlovarský, Ústecký a Liberecký. Přes tento hraniční přechod jezdí též autobusová linka ČSAD Liberec, spojující české krajské město Liberec s polským Zgorzelcem.

## Památky
- Kostel sv. Josefa řemeslníka - trojlodní novogotická bazilika; první chrám, založený na tomto místě roku 1264, byl misiní a byl zasvěcen svatému archandělu Michaelovi. V roce 1427 husité vypálili ves Zawidów i s tímto kostelem. Webové stránky zawidowské farnosti uvádějí, že se poprvé od reformace sloužila římskokatolická mše až roku 1890 ve školní kapli.[8] Současný kostel byl postaven v novogotickém slohu v letech 1894–1896. Částečně byl poškozen za druhé světové války. Zařízení (oltáře, sochy, kazatelna, křtitelnice a vitráže) je stylově jednotné a pochází z 90. let 19. století